# 郭猛镇
郭猛镇，是中华人民共和国江苏省盐城市盐都区下辖的一个乡镇级行政单位。

## 行政区划
郭猛镇下辖以下地区：
刘垛社区、护陇社区、护西村、民强村、袁邵村、孙英村、新星村、西湖村、新跃村、杨侍村、民乐村、李庄村、三湾村和明朗村。